# Africada lateral-velar sonora
La africada lateral-velar sonora es un tipo de sonido consonántico , utilizado en algunos idiomas hablados . El símbolo en el Alfabeto Fonético Internacional que representa este sonido es ⟨ ɡ͜ʟ̝ ⟩ , aunque en extIPA se prefiere ⟨ ɡ͜𝼄̬ ⟩ .

## Características
Características de la africada lateral-velar sonora:
- Su modo de articulación es africada, lo que significa que se produce primero deteniendo el flujo de aire por completo y luego permitiendo que el aire fluya a través de un canal estrecho en el lugar de la articulación, lo que provoca turbulencia.
- Su punto de articulación es velar, lo que significa que se articula con la parte posterior de la lengua (el dorso) en el paladar blando.
- Su fonación es sonora, lo que significa que las cuerdas vocales vibran durante la articulación.
- Es una consonante oral, lo que significa que el aire solo puede escapar por la boca.
- Es una consonante lateral, lo que significa que se produce al dirigir la corriente de aire sobre los lados de la lengua, en lugar de hacia el medio.
- El mecanismo de la corriente de aire es pulmonar, lo que significa que se articula empujando el aire únicamente con los músculos intercostales y el diafragma, como en la mayoría de los sonidos.